# Polinomio heterogéneo
En matemáticas, un polinomio heterogéneo es un polinomio, en donde todos sus términos (monomios) tienen distinto grado. Para que un polinomio se clasifique como heterogéneo solo hace falta que existan un par de términos de grados diferentes. Por ejemplo x⁴y+y⁴x+x es un polinomio heterogéneo, pues el grado de x⁴y no es el mismo que el grado de x.
Un polinomio es heterogéneo únicamente si no es homogéneo.